# Cladogelonium madagascariense
Cladogelonium madagascariense är en törelväxtart som beskrevs av Jacques Désiré Leandri. Cladogelonium madagascariense ingår i släktet Cladogelonium och familjen törelväxter. Inga underarter finns listade i Catalogue of Life.